# Нейдер, Ральф
Ральф Нейдер (англ. Ralph Nader; род. 27 февраля 1934) — американский адвокат и политический активист левоцентристского толка. Выступал в поддержку прав потребителей, феминизма,  гуманитаризма, охраны окружающей среды и демократического правительства. В последние десятилетия Нейдер также критиковал внешнюю политику США, которую считает корпоратистской, империалистской и не придерживающейся фундаментальных ценностей демократии и прав человека. Его активизм сыграл важную роль в создании ряда государственных и негосударственных организаций, таких как EPA, OSHA, Public Citizen, группы PIRG и многих других.
Нейдер участвовал в выборах Президента США четырежды: в 1996, 2000, 2004 и 2008 гг. В 1996 и 2000 годах был кандидатом от Партии зелёных; его кандидатом в вице-президенты была Вайнона Ла-Дьюк. В 2004 году он был независимым кандидатом с активистом зелёных Питером Мигелем Камехо в качестве его кандидата на пост вице-президента. В 2008 году — независимый кандидат; на пост вице-президента вместе с ним выдвигался Мэтью Гонсалес. Наибольшего успеха добился в 2000 году, набрав 2,74 % голосов и заняв третье место.
Нейдер владеет многими языками помимо английского, в том числе арабским, испанским, китайским и русским.

## Ранняя карьера
Нейдер родился в Винстеде, штат Коннектикут, в семье Натры и Розы Надер (نادر), православных арабов-христиан из Ливана. Тем не менее, он всегда отказывался указывать религию в своей семье. Его отец, Натра Нейдер, работал на текстильной фабрике, а в определённый момент времени владел пекарней и рестораном, в котором вовлекал посетителей в политические дискуссии.
У Ральфа Нейдера был брат и есть две сестры:
- Шафик Нейдер (Shafeek Nader) — старший брат, основатель Фонда общественного интереса Шафика Нейдера (Shafeek Nader Trust for the Community Interest). Скончался в 1986 году от рака простаты[3];
- Лора Нейдер Миллерон — обладательница степени Ph. D. и профессор антропологии в Калифорнийском университет в Беркли[4];
- Клэр Нейдер — обладательница степени Ph. D. и основательница Совета за ответственную генетику (Council for Responsible Genetics)[5].

Ральф Нейдер окончил Принстонский университет в 1955 году и Гарвардскую школу права в 1958 году. Отслужил шесть месяцев в армии США, затем начал карьеру адвоката в Хартфорде. Между 1961 и 1963 годами он был профессором истории и публичной администрации в Университете Хартфорда. В 1964 году переехал в Вашингтон и получил работу у Дэниэла Патрика Мойнихэна, тогдашнего помощника министра труда. Позднее печатался как сторонний автор в The Nation и Christian Science Monitor, а также консультировал комиссию сената по вопросам автомобильной безопасности. В начале 1980-х годов Нейдер боролся с мощным лобби против разрешённого FDA (Управлением по санитарному надзору за качеством пищевых продуктов и медикаментов США) масштабного эксперимента искусственных линз-имплантов. В дальнейшем публиковался в The Progressive Populist.

## Конфликт с автомобильной индустрией
В 1965 году Нейдер опубликовал книгу «Опасен на любой скорости», исследование, которое должно было продемонстрировать небезопасные методы конструирования многих американских автомобилей, особенно «Шевроле Корвейр» и других автомобилей производства компании «Дженерал Моторс». Последняя попыталась скомпрометировать Нейдера, наняв частных детективов для прослушивания его телефонов и расследования его прошлого и проституток для заманивания его в неблаговидную ситуацию. Однако никаких компрометирующих сведений компании отыскать не удалось. Когда Нейдер обнаружил эти попытки, он успешно судился с «Дженерал Моторс» по поводу вторжения в частную жизнь, вынудив компанию публично принести извинения и выиграв 425 000 долларов в качестве компенсации. Значительная часть этой суммы пошла на дальнейшее расширение его деятельности по защите прав потребителей. 

## Активизм

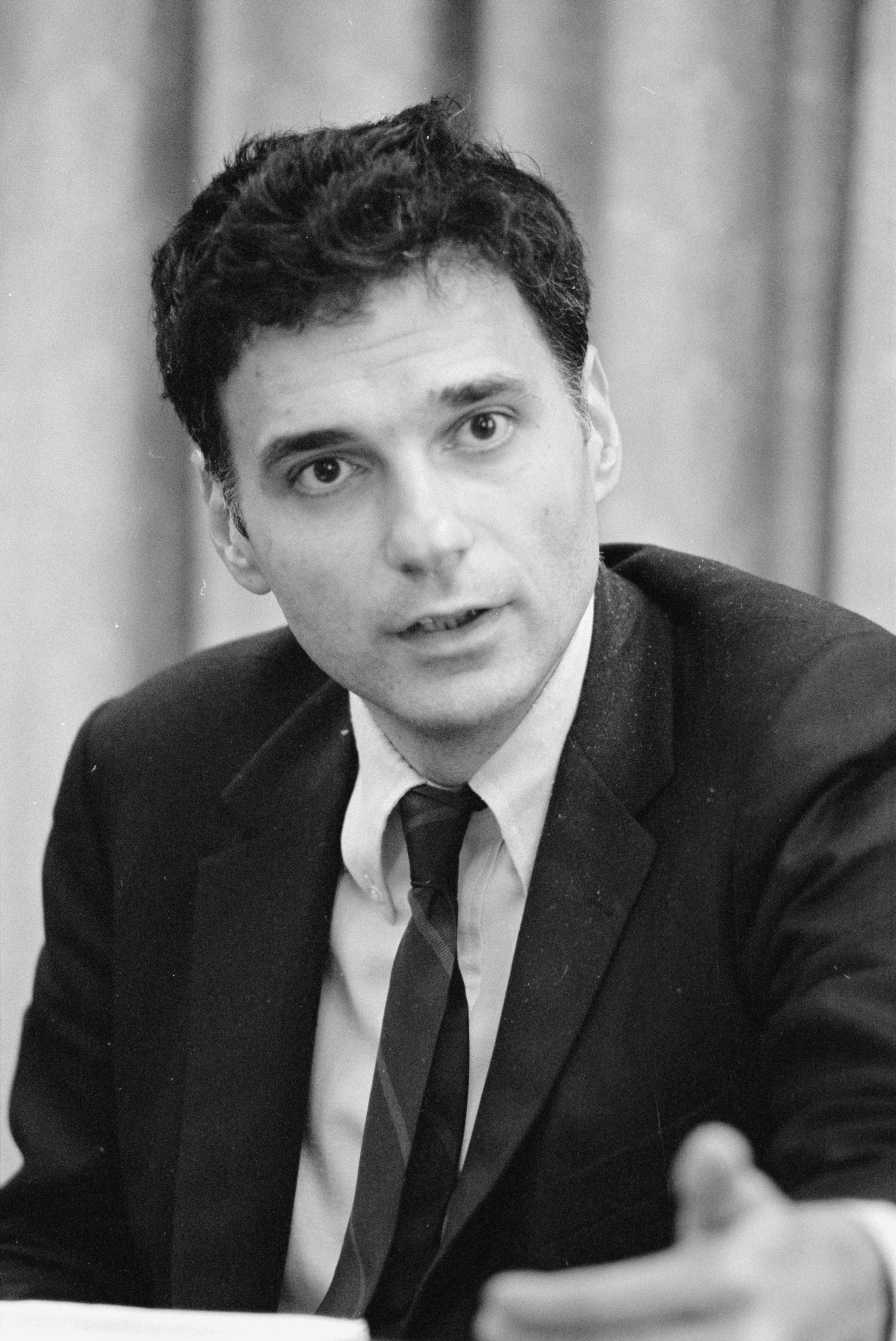
Найдер в 1975

Сотни молодых активистов, вдохновлённых работой Нейдера, присоединились к его проектам. Они стали известны как «рейдеры Нейдера» (Nader’s Raiders). Ведомые Нейдером, они расследовали случаи коррупции в правительстве и опубликовали десятки книг с результатами.
В 1971 году Нейдер основал негосударственную организацию «Гражданский активист» (Public Citizen) как «зонтик» для всех этих проектов. На сегодняшний день «Гражданский активист» насчитывает более 140 000 членов и выполняет множество расследований деятельности конгресса, проблем здравоохранения, использования окружающей среды и др. Деятельность организации, в частности, способствовала принятию Акта о безопасной питьевой воде (Safe Drinking Water Act) и Акта о свободе информации (Freedom of Information Act), а также созданию Occupational Safety and Health Administration (OSHA), Агентства по охране окружающей среды (United States Environmental Protection Agency, EPA) и Комиссии по безопасности потребительских продуктов (Consumer Product Safety Commission, CPSC).

## Участие в выборах в президенты

### 1996 год
В 1996 году Нейдер стал кандидатом в Президенты США от зелёных. Он не был формально номинирован Партией зелёных США (крупнейшим объединением зелёных на тот момент); вместо этого, он был выдвинут различным зелёными партиями уровня штата, а в некоторых штатах выступал как независимый кандидат. Несмотря на это, многие активисты Партии зелёных работали в его кампании. Нейдер попал в бюллетени в относительно небольшом количестве штатов (в США выборный список может отличаться в каждом штате) и собрал менее 1 % голосов. Однако, эта кампания принесла значительную организационную выгоду Партии зелёных. Нейдер отказался собирать или тратить более 5000 долларов (смехотворная сумма по американским меркам) на свою кампанию, возможно, чтобы не достичь порога для отчётности Федеральной комиссии по выборам. Неофициальный комитет Draft Nader мог тратить (и потратил) больше этой суммы, но не имел законных прав координировать свою деятельность с Ральфом Нейдером.

### 2000 год
Нейдер был уже официальным кандидатом в Президенты США на выборах 2000 года от Партии зелёных, которая сформировалась, во многом, благодаря его кампании 1996 года. Однако, по словам бывшего активиста партии, именно Нейдер и его соратники, а не сама Партия зелёных были основной движущей силой этой кампании. На этих выборах Ральф Нейдер получил уже 2,74 % голосов, что, однако, было заметно меньше 5%-го барьера, достижение которого было необходимо для получения Партией зелёных федеральных средств на следующих выборах — заявленной цели этой кампании.
Нейдер критиковал фактическую власть корпораций и выступал за устранение корпоративного финансирования на выборах, энвайронментализм, общедоступное медицинское обслуживание, доступные цены на жильё, бесплатное образование до уровня колледжей, права рабочих, легализацию промышленного использования конопли, и за изменение налогообложения с целью перемещения нагрузки со средних и бедных классов на корпорации. Он также выступал против торговли квотами на загрязнение и дальнейшей приватизации общественной собственности.
Кандидатом в вице-президенты у Нейдера была Вайнона Ла-Дьюк, активистка природозащиты, представительница племени Оджибве из Миннесоты.

#### Разделение голосов
Очень напряжённое соревнование между двумя главными кандидатами — Элом Гором и Джорджем Бушем — создало дополнительные разногласия вокруг кампании Нейдера. Многие демократы заявляли, что, поскольку у Нейдера не было реальных шансов на победу, его сторонникам следовало проголосовать за Гора, поскольку его победа должна была быть предпочтительнее победы Буша. Многие либеральные политики, активисты и знаменитости приводили этот довод избирателям в штатах, где исход голосования был заранее неясен (см. описание избирательной системы США), иногда используя слоган «Голос за Нейдера — это голос за Буша». Республиканский совет лидирования (Republican Leadership Council) оплатил пронейдеровскую рекламу в нескольких штатах, видимо для разделения «левых» голосов. Нейдер и его сторонники использовали ответный слоган «Голос за Гора — это голос за Буша», утверждая, что хотя Гор, пожалуй, несколько предпочтительнее Буша, разница между ними не давала повода для поддержки Гора.

### 2004 год
24 декабря 2003 года Нейдер объявил, что не будет участвовать в выборах 2004 года в качестве кандидата Партии зелёных. Однако, он не исключил участие в статусе независимого кандидата. 22 февраля 2004 года Ральф Нейдер заявил в передаче Meet the Press на канале NBC, что он действительно будет баллотироваться в Президенты, сказав: «Слишком много власти и денег сконцентрировано у слишком малого количества людей». Из-за разногласий, связанных с разделением голосов на выборах 2000 года, многие демократы советовали Нейдеру снять свою кандидатуру. Председатель Национального комитета демократов, Терри Маколиф, заявил, что Нейдер «сделал примечательную карьеру, сражаясь за права рабочих семей» и что он (Мак-Олиф) «не хотел бы, чтобы список его достижений включал восемь лет Джорджа Буша».
19 мая 2004 года Нейдер встретился с Джоном Керри в Вашингтоне для закрытого обсуждения вопросов, связанных с возможными последствиями участия Нейдера в предстоящих выборах. Он отказался снять свою кандидатуру, указав в качестве причины, в частности, важность для него вывода американских войск из Ирака (чего не включала программа Керри). Таким образом, встреча окончилась ничем. В тот же день, были созданы две демократические организации — Национальный фонд прогресса (National Progress Fund) и Команда демократического действия (Democracy Action Team). Обе эти организации стремились уменьшить влияние Нейдера на электорат демократов, часть из которого могла проголосовать за него. На следующий день, Команда демократического действия объявила, что в рамках своей кампании «Остановите Нейдера» (Stop Nader), они оплатят телевизионную рекламу в основных штатах с неясными исходами выборов.
21 июня 2004 года Нейдер объявил, что Питер Камехо, дважды кандидат в губернаторы Калифорнии от Партии зелёных, будет его кандидатом на пост вице-президента. Вскоре после этого, Нейдер также заявил, что примет (но не будет активно её добиваться) поддержку Партии зелёных. Однако, в том же месяце, Партия зелёных на своём национальном конгрессе отказалась от поддержки Нейдера в пользу Дэвида Кобба, адвоката и активиста партии. Это означало, что Нейдер не мог автоматически попасть в выборные бюллетени в 22 штатах как кандидат от Партии зелёных, и что ему необходимо было добиваться этого доступа независимо. Несмотря на то, что он изначально не собирался выступать на выборах в рамках кампании Партии зелёных, Нейдер высказал своё недовольство их выбором, назвав его «странным».

#### Результаты
Нейдер получил гораздо меньше голосов избирателей, чем на прошлых выборах, ухудшив свои показатели с 2,9 млн человек (2,74 %) до 405 623 (около 0,35 %). В результате Нейдер всё же занял 3-е место, но лишь на 63 тысячи голосов опередил кандидата от Либертарианской партии Майкла Баднарика, который присутствовал в бюллетенях в 49 из 50 штатах. Опасения демократов, что Нейдер сыграет роль «пера, сломившего спину верблюда», не оправдались, — в отличие от 2000 года, в «критических» штатах Керри уступил Бушу заметно больше, чем процент голосов, отданных в пользу Нейдера.

### 2008 год

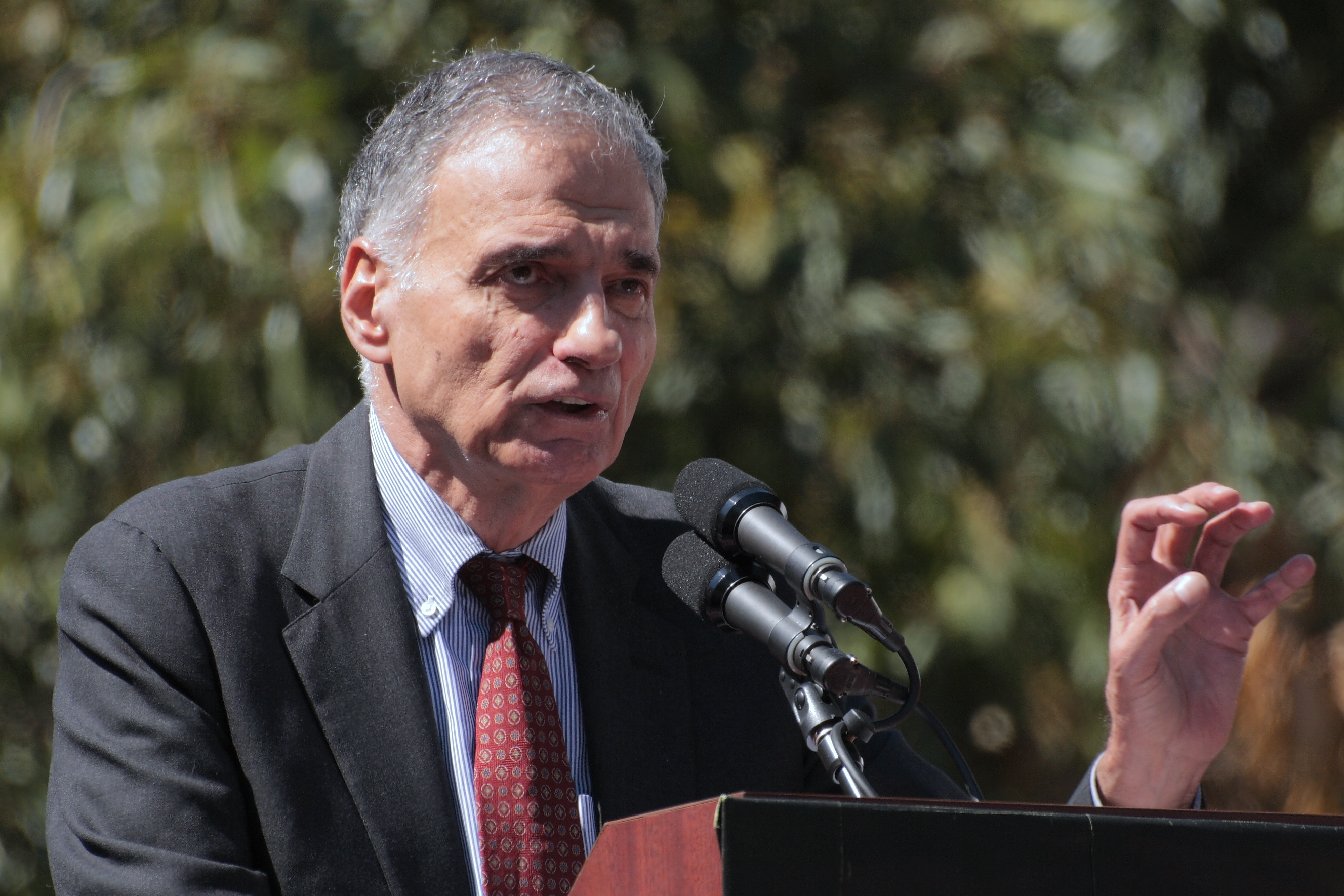
Найдер выступает с речью в против войны в Ираке (2007)

Нейдер участвовал в президентских выборах 2008 года как независимый кандидат (в ряде штатов поддержан малыми партиями); вместе с ним на пост вице-президента баллотировался бывший член городского совета Сан-Франциско от Партии зелёных Мэтью Гонсалес (интересно, что на всех четырёх своих президентских выборах Нейдер выдвигался с разными кандидатами в вице-президенты; ЛаДюк, правда, была его партнёром не только в 2000, но и в 1996 году, однако — не во всех штатах). Их имена были внесены в избирательные бюллетени 45 штатов. Третий раз подряд Нейдер занял третье место, в данном случае — с 0,5 % голосов.

## Неофициальные появления
После выборов 2000 года Ральф Нейдер появился в эпизоде Brawl in the Family «Симпсонов», в котором он изображался как тайный член Республиканской партии Спрингфилда; ему приносятся благодарности за работу на благо партии. Нейдер участвовал в «Шоу Али Джи», где ведущий Али Джи убедил его попробовать свои силы в чтении рэпа. Он также упоминается как реальный персонаж в романе Артура Хейли «Колёса» и в романе 1980 года Тома Роббинса «Натюрморт с дятлом» (Still Life with Woodpecker) как объект любви принцессы Ли-Шери (Leigh-Cheri).
В интервью изданию Politico Ральф Нейдер назвал Барака Обаму военным преступником, раскритиковав его международную политику. «Суверенитет других стран для него ничего не значит. Его беспилотные летательные аппараты могут убить кого угодно, как это происходит, например, в Пакистане, Афганистане и Йемене. Это военное преступление, и он должен быть привлечен к ответственности», — заявил Нейдер.
В то же время Нейдер раскритиковал и Республиканскую партию, назвав её «самой жестокой, самой невежественной, антирабочей и наиболее воинственной партией с 1850-х годов».

## Работы

### Книги

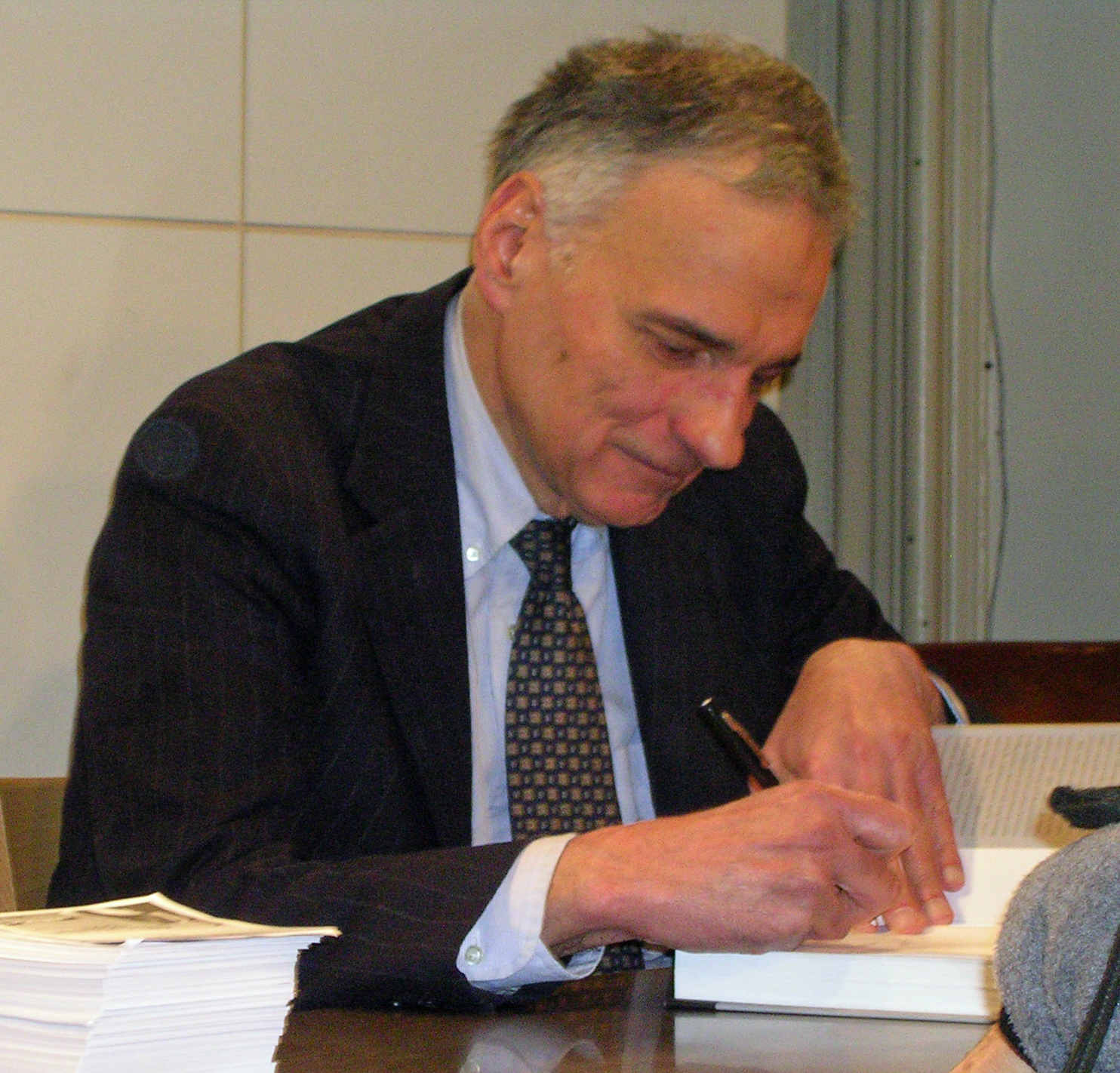
Найдер подписывает книгу

Нейдер является автором, соавтором или редактором многих книг. Вот список лишь некоторых из них:
- Опасен на любой скорости (Unsafe at Any Speed)
- Действие для изменения (Action for a Change; совместно с Дональдом Россом, Бретт Инглиш и Джозефом Хайлендем)
- Whistle-Blowing (совместно с Петером Дж. Петкасом и Кейт Блекуэлл)
- Корпоративная власть в Америке (Corporate Power in America; совместно с Марком Грином)
- Вы и ваша пенсия (You and Your Pension; совместно с Кейт Блекуэлл)
- Потребитель и ответственность корпораций (The Consumer and Corporate Accountability)
- В поисках справедливости (In Pursuit of Justice)
- Ralph Nader Congress Project. Citizens Look at Congress: Fred Schwengel, Republican Representative from Iowa.
- Ральф Нейдер представляет: Справочник по лоббизму (Ralph Nader Presents: A Citizen’s Guide to Lobbying)
- Verdicts on Lawyers
- Кто отравляет Америку (Who’s Poisoning America; совместно с Рональдом Браунштейном и Джоном Ричардом)
- Большие парни (The Big Boys; совместно с Вильямом Тейлором)
- The Good Fight: Declare Your Independency and Close the Democracy Gap
- Crashing the Party: Taking on the Corporate Government in an Age of Surrender
- Cutting Corporate Welfare
- No Contest: Corporate Lawyers and the Pervertion of Justice in America (совместно с Уэсли Смитом)
- Путь к столкновению: Правда о безопасности на воздушных линиях (Collision Course: the Truth About Airline Safety; совместно с Уэсли Смитом)
- Lemon Book: Auto Rights (совместно с Кларенс Дитлоу)
- Winning the Insurance Game: the Complete Consumer’s Guide to Saving Money (совместно с Уэсли Смитом)
- Угрозы атомной энергии (Menace of Atomic Energy; совместно с Джоном Эбботсом)
- Приручение огромной корпорации (Taming the Giant Corporation; совместно с Джоэлем Селигманом и Марком Грином)
- Canada Firsts (совместно с Надей Миллерон и Дафом Конакером)
- The Frugal Shopper (совместно с Уэсли Смитом)
- Getting the Best from Your Doctor (совместно с Уэсли Смитом)
- Nader on Australia
- The Ralph Nader Reader  (недоступная ссылка с 11-05-2013 [4449 дней])
- It Happened in the Kitchen: Recipes for Food and Thought
- Почему женщины платят больше (Why Women Pay More; совместно с Фрэнсис Серра Уиттелсли (Frances Cerra Whittelsley))
- Children First! A Parent’s Guide to Fighting Corporate Predators
- Seventeen Traditions
- Only the Super-Rich Can Save Us![англ.]

### Статьи
- The ‘I’ Word,  (англ.) «Бостон Глоуб», 31 мая 2005 г. — призыв к импичменту Президента Джорджа Буша (совместно с Кевином Зисом)
- Letter to Senate Judiciary Committee on Alito Nomination,  (англ.) 10 января 2006 (письмо к Юридичесому комитету Сената США по поводу кандидатуры Алито)
- Bush to Israel: ‘Take your time destroying Lebanon’,  (англ.) The Arab American News, август 2006 г.
- Корпоратизция Национальной Безопасности, CounterPunch, 21 июня 2013 г. Перевод ПолиСМИ

### Интервью
- Merlin Chowkwanyun, The Prescient Candidate Reflects: An Interview with Ralph Nader,  (англ.) Counterpunch, 16 December 2004